# Lepanthes cauda-avis
Lepanthes cauda-avis là một loài thực vật có hoa trong họ Lan. Loài này được Luer mô tả khoa học đầu tiên năm 1997.